# Marie Geistinger
Marie Charlotte Cäcilie Geistinger (Graz, 26 luglio 1836 – Klagenfurt, 29 settembre 1903) è stata un soprano, attrice teatrale e direttrice teatrale austriaca.
Acclamata come la "regina dell'operetta", fu interprete soprattutto di opere di Jacques Offenbach, Johann Strauss figlio e Franz von Suppé.

## Biografia

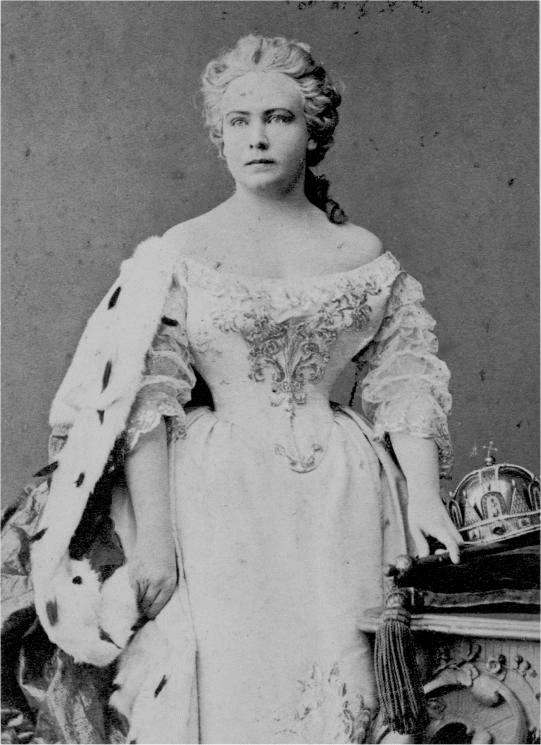
Una foto di Marie Geistinger

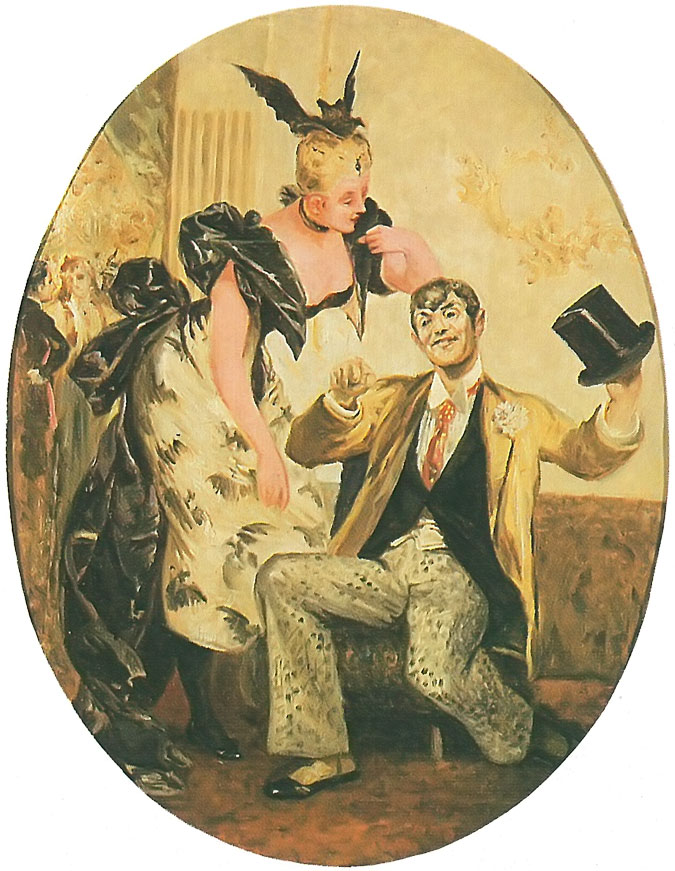
Marie Geistinger e il collega Alexander Girardi in un'illustrazione del 1894

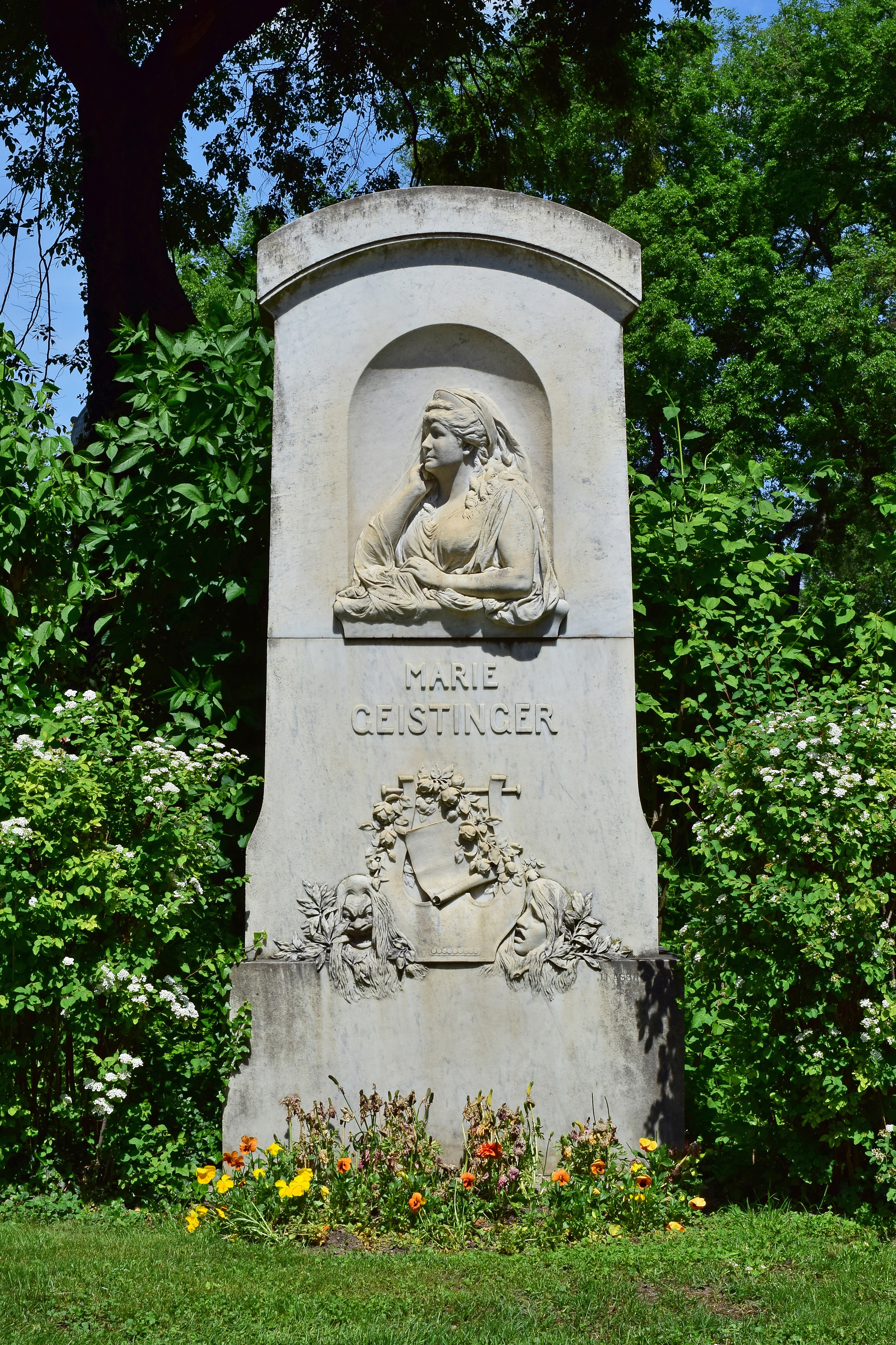
La tomba di Marie Geistinger a Vienna

Marie Charlotte Cäcilie Geistinger nasce il 26 luglio 1836. (o 1828 o 1833 secondo altre fonti) al nr. 9 della Wickenburggasse di Graz.
Figlia degli attori Nikolaus e Charlotte Geistinger, sin da bambina inizia ad esibirsi a teatro nella sua città natale e a Maribor.
Il suo debutto ufficiale risale però al 10 agosto 1850 al Teatro Max Schwaiger di Monaco di Baviera, recitando in Verräter e Das war ich!.
In seguito, si trasferisce a Vienna, dove si esibisce in parodie comiche della celebre danzatrice spagnola Pepita de Oliva. Recita in seguito nei teatri di Amburgo, Berlino e Riga.
Nel 1865, è protagonista nel ruolo di Elena dell'opera di Offenbach La bella Elena. In quel periodo, si assiste, tra l'altro ad un dualismo con l'altra star dell'operetta, Josefine Gallmeyer.
Alla fine degli anni sessanta, appare in numerose opere di Offenbach e nel 1869, diventa direttrice, assieme a Maximilian Steiner del Teatro di Vienna.
Il 5 aprile 1874, è tra i protagonisti della prima dell'operetta di Johann Strauss figlio Il pipistrello (Die Fledermaus), che si tiene a Vienna.
L'anno seguente, deve lasciare la direzione del Teatro di Vienna a causa di problemi finanziari. Continua tuttavia la sua attività di artista al teatro viennese, interpretando i ruoli di Fiorella e di Antoinette rispettivamente nelle opere di Offenbach Les Brigants e La Créole.
Nel 1876 appare a Vienna nelle opere teatrali drammatiche quali Essex di Henrich von Laube, dove interpreta il ruolo della regina Elisabetta I, Much Ado about Nothing di William Shakespeare, dove interpreta il ruolo di Beatrice, ecc.  In seguito, interpreta questi ruoli anche nei teatri di Amburgo, Berlino, Dresda, Lipsia e Monaco di Baviera.
Ne 1877 sposa l'attore August Kormann, dal quale si separerà nel 1881 e in quegli anni acquistò il castello di Rastenfeld a Mölbling per i suoi soggiorni estivi.
In seguito, nel 1881 intraprende un tour negli Stati Uniti d'America, dove il 5 gennaio fa il proprio debutto al Thalia Theatre di New York nell'opera di Offenbach Grande-Duchesse. La sua permanenza oltreoceano dura circa tre anni.
Nel 1889, decide di ritirarsi dalle scene, ma, a causa di problemi finanziari è costretta a farvi ritorno e compie così una nuova tournée negli Stati Uniti nel 1891 che replicherà anche nel 1896 e nel 1899).
Nel 1894 si trasferisce a Klagenfurt, dove muore il 29 settembre 1903, all'età di 67 anni dopo una lunga malattia. Dopo le esequie, viene sepolta nel Zentralfriedhof di Vienna.